# 草屯朝陽宮
23°59′01″N 120°39′50″E / 23.983542°N 120.663891°E
草屯朝陽宮，是位於臺灣南投縣草屯鎮北投里的媽祖廟，嘉慶二年（1797年）始建，列為縣定古蹟。

## 沿革
草屯朝陽宮是嘉慶元年（1796年），北投堡四大姓洪、林、李、簡姓族人倡議。依編修《草屯鎮誌》的許錫專調查，刻載建廟歷史的嘉慶二年（1797年）木匾，是草屯現存歷史最早的木匾。
嘉慶十一年（1806年），廟身落成。《彰化縣志》所載在北投新街有一天后聖母廟，指的就是此廟。道光三年（1823年），北投當地的平埔族群大舉遷移到埔里之際，官員諭示供奉觀音菩薩。咸豐四年（1854年）地方人士倡議重建並增設後殿，翌年完工。咸豐末年，戴潮春事件，戰火毀損廟身，大正元年（1912年）倡議重修，兩年後竣工。1967年重組委員會，籌募修復基金，陸續整修。 

## 廟身
朝陽宮三川殿與正殿建築風格為三進三開間建築，一通一瓜呈現四柱六架，無釘純木榫。據主委周宥騰表示，此廟因不靠海，因此與其他縣市的媽祖廟不同，建築雕刻無魚蝦，但有以荷蘭人外型所雕的擔樑、擔角。北投里里長蘇振榮在1992年透露，地方曾報請政府將此廟列為古蹟，但因各種因素，未能付諸實現。
2010年代末，文化部文化資產局補助1400多萬元修復工程經費，縣府補助169萬元，廟方自籌近100萬元。2019年4月27日，動工修復，主要是木作修復工程（包括屋架、屋簷、柱子）及結構補強工程（包括三川殿、中庭、拜庭）。修復遵照原始工法。2020年12月12日，安火入座。

## 文物
媽祖為軟身、觀音為紙捏，在臺灣少見。有一對金身連底座高度僅23公分的千里眼、順風耳神像，推測應該是清朝製品，損傷後由木雕藝師施金福修復。虎爺石香爐原為媽祖爐，為道光年間由和樂社眾弟子敬獻，2014年由南投縣政府登錄為古物。

## 外部連結
- 草屯朝陽宮的Facebook專頁